# Vinegar & Salt
Vinegar & Salt è un brano musicale pubblicato nel 2000 come terzo singolo estratto dall'album The Magnificent Tree della band Hooverphonic.
Per la diffusione televisiva è stata utilizzata un'esibizione live come video promozionale che si differenzia molto dalla versione album della canzone. La versione maxi del singolo contiene la b-side Green.

## Tracce

### CD Singolo
1. Vinegar & Salt (Radio Edit)
2. Vinegar & Salt (Live Version)

### CD Maxi Singolo
1. Vinegar & Salt
2. Vinegar & Salt (Llorca's Half Truth)
3. Vinegar & Salt (Llorca's Half Truth Dub)
4. Vinegar & Salt (Red Snapper)
5. Green